# Suppenheide
Suppenheide ist ein aus einer Hofschaft hervorgegangener Wohnplatz in der bergischen Großstadt Solingen. An der Suppenheide befand sich ab dem Jahre 1892 das Ohligser Gaswerk, das bis 1930 bestand. Aus dem 2009 stillgelegten Kugelgasbehälter an der Tunnelstraße entstand zwischen 2016 und 2019 das Galilieum Solingen.

## Lage und Beschreibung
Als Suppenheide wird das östlich des Solinger Hauptbahnhofs im Stadtteil Ohligs gelegene Stadtviertel bezeichnet, das im Süden etwa durch die Hochstraße, im Osten durch Wahnenkamp und die Mittelstraße, im Norden durch die Tunnelstraße und das Ufer zum Lochbach sowie im Westen durch den Bahnhof und die Bahnstrecke zwischen Köln und Wuppertal begrenzt wird. Das Gelände fällt von der Sauerbreystraße zum Lochbach hin um einige Höhenmeter ab. Der Kern der einstigen Hofschaft befand sich an der kleinen Stichstraße, die von der Mozartstraße abzweigt und den Namen des Hofes trägt. Dort befinden sich, versteckt in zweiter Reihe hinter der geschlossen gründerzeitlichen Bebauung der Mozartstraße noch einzelne Fachwerkhäuser des Bergischen Stils. Die Suppenheider Straße verbindet den Ort mit dem ehemaligen Hallenbad Ohligs an der Sauerbreystraße im Süden. 
Benachbarte Orte sind bzw. waren (von Nord nach West): Rennpatt, Kullen, Poschheider Mühle, Poschheide, Wahnenkamp, Scharrenbergerheide, Hüttenhaus, Bockstiege, Piepers sowie die einstige Hofschaft Ohligs.

## Etymologie
Brangs vermutet hinter dem Präfix Suppe- den altdeutschen Familiennamen Subbe. Das Suffix -heide kommt vielfach in Solingen vor, darunter in Heide, Heidufer oder Heider Hof. Es beschreibt eine Gegend, die von Heidekräutern bewachsen war.

## Geschichte
Die erste urkundliche Erwähnungs der Suppenheide erfolgte vermutlich um 1700, als von einem Peter Broch auf den Sebbenheiden die Rede ist. Im Jahre 1715 ist der Ort in der Karte Topographia Ducatus Montani, Blatt Amt Solingen, von Erich Philipp Ploennies mit einer Hofstelle verzeichnet und als Cauſenheit benannt. Der Ort gehörte zur Honschaft Merscheid innerhalb des Amtes Solingen. Die Topographische Aufnahme der Rheinlande von 1824 verzeichnet den Ort als Suppenheid, die Preußische Uraufnahme von 1844 verzeichnet ihn als Suppenheide. In der Topographischen Karte des Regierungsbezirks Düsseldorf von 1871 ist der Ort ebenfalls als Suppenheide verzeichnet.
Nach Gründung der Mairien und späteren Bürgermeistereien Anfang des 19. Jahrhunderts gehörte Suppenheide zur Bürgermeisterei Merscheid, die 1856 zur Stadt erhoben und im Jahre 1891 in Ohligs umbenannt wurde.
1815/16 lebten 52, im Jahr 1830 69 Menschen im als Weiler bezeichneten Wohnplatz. Dort lag er in der Flur VI. Poschheide. Der nach der Statistik und Topographie des Regierungsbezirks Düsseldorf als Hofstadt kategorisierte Ort besaß zu dieser Zeit acht Wohnhäuser und zehn landwirtschaftliche Gebäude. Zu dieser Zeit lebten 53 Einwohner im Ort, davon fünf katholischen und 48 evangelischen Bekenntnisses. Die Gemeinde- und Gutbezirksstatistik der Rheinprovinz führt den Ort 1871 mit elf Wohnhäuser und 74 Einwohnern auf. Im Gemeindelexikon für die Provinz Rheinland von 1888 werden 13 Wohnhäuser mit 95 Einwohnern angegeben. 1895 besitzt der Ortsteil 13 Wohnhäuser mit 87 Einwohnern.

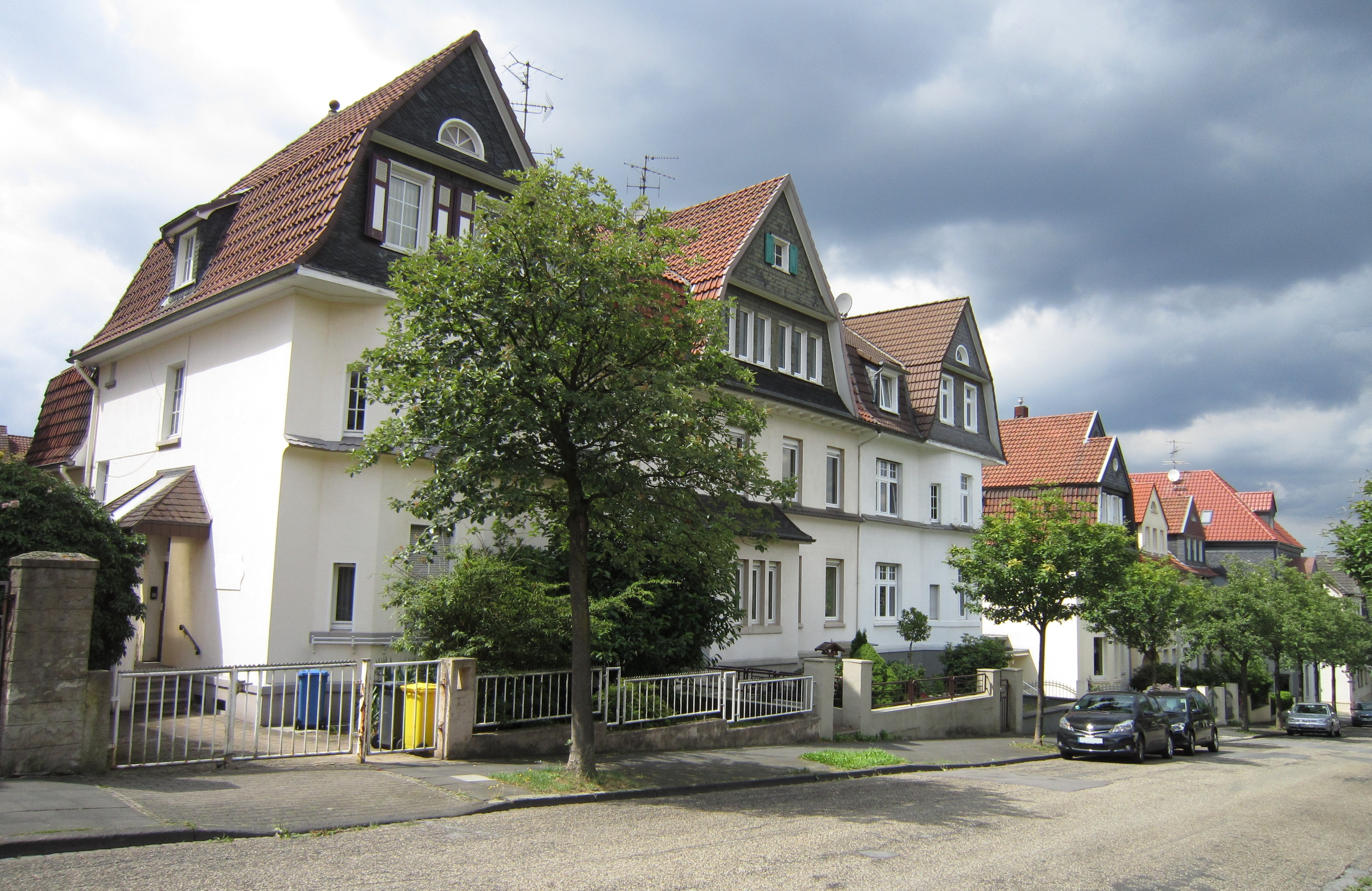
Gründerzeitarchitektur an der Suppenheide

Die Bergisch-Märkische Eisenbahn-Gesellschaft (BME) trassierte zwischen 1864 und 1867 die Bahnstrecke Gruiten–Köln-Deutz in Nord-Süd-Richtung von Caspersbroich bis Landwehr quer durch das heutige Solinger Stadtgebiet und teilte dabei das Stadtgebiet der Gemeinde Merscheid in zwei Hälften. Die Trassierung der Bahnstrecke erfolgte im Osten unweit der Hofschaft Suppenheide; bei der Hofschaft Hüttenhaus legte man den Bahnhof Ohligs-Wald an, den späteren Solinger Hauptbahnhof. Die Errichtung des Bahnhofes beeinflusste die Entwicklung der ab 1891 Ohligs genannten Stadt stark positiv und die Flächen rund um den Bahnhof wurden für Wohnen und Industrie immer beliebter. An der Suppenheide entstand so ab der Wende zum 19. Jahrhundert ein gründerzeitliches Wohnquartier an den folgenden neu angelegten Straßen: Mozartstraße, Richard-Wagner-Straße (heute Händelstraße), Bachstraße (heute Wahnenkamp) sowie Beethovenstraße (nicht mehr vorhanden), die alle die Namen deutscher Komponisten erhielten. Viele zu dem Hof gehörenden Gebäude wurden für die Baumaßnahmen abgerissen.
Nördlich der Suppenheide, an der Tunnelstraße, entstand 1891/1892 die erste Gasanstalt der Stadt Ohligs. Andere Städte des oberen Kreises Solingen, wie z. B. Solingen oder Wald, hatten bereits rund 30 Jahre zuvor eigene Gaswerke in Betrieb genommen. Zunächst wurde die Straßenbeleuchtung von Öl auf Gas umgestellt, später folgten industrielle Anwendungsbereiche und die Nutzung als Heizenergie. Das Ohligser Gaswerk wurde in den Folgejahren mehrfach erweitert, um- und ausgebaut. In den 1920er Jahren erreichte es dennoch seine Belastungsgrenze.

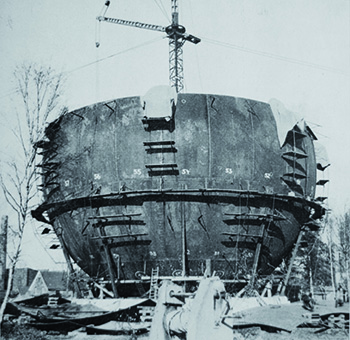
Gasbehälter an der Tunnelstraße im Bau
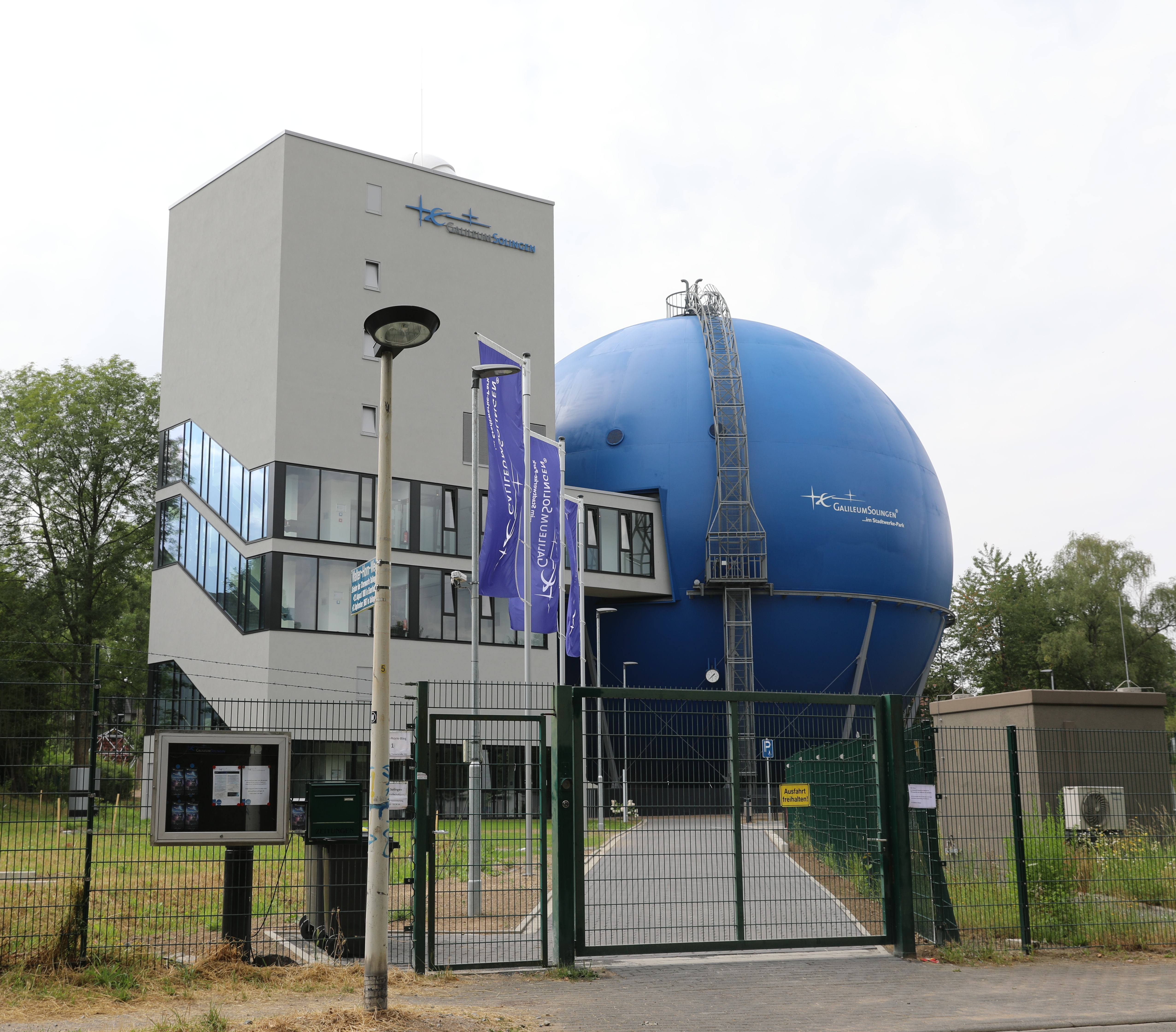
Galileum Solingen

Vor dem Hintergrund der 1929 erfolgten Städtevereinigung zu Groß-Solingen, bei der auch die Suppenheide nach Solingen eingemeindet wurde, schien ein Neubau des inzwischen veralteten Gaswerks nicht mehr sinnvoll. Zudem war man an den Liefervertrag der Stadt Solingen mit den RWE bzw. der Ruhrgas AG gebunden. Im Juli 1930 erhielt das Ohilgser Gasnetz Anschluss an das Ferngasnetz, so dass das örtliche Gaswerk schließlich Ende Juli 1930 stillgelegt wurde. Um die Speicherkapazitäten aufgrund des gestiegenen Verbrauches zu erhöhen, entstand 1956/1957 auf dem Gelände des Gaswerks ein Kugelgasbehälter mit einem Fassungsvermögen von 64.000 Kubikmetern. Im Jahre 2009 wurde der Gasbehälter stillgelegt, da die Gasbeschaffung fortan über den Großhandel erfolgte und eine Zwischenspeicherung nicht mehr erforderlich war. Aus dem Kugelgasbehälter und einem angrenzenden Neubau entstand ab 2016 das am 5. Juli 2019 eröffnete Galileum Solingen, das erste Planetarium in einem ehemaligen Gasbehälter. Das Umfeld des künftigen Planetariums wurde bereits ab Anfang der 2010er Jahre umgestaltet, nachdem es zuvor zu einer wilden Müllkippe verkommen war. Zwischen Hauptbahnhof und Galileum, an der Suppenheide vorbei, eröffnete im Sommer 2017 der sogenannte Plantenweg, ein Spiel- und Bewegungspfad für Kinder.